# De-ashi-barai
De-ashi-barai (出足払) é uma das 40 técnicas básicas do judô. Classificada como uma técnica de ashi waza (literalmente, técnicas de perna), é a primeira técnica do primeiro grupo (dai ikkyo) do Gokyo.
Embora a Kodokan utilize de-ashi-harai, a transliteração do nome da técnica - ...harai ou ...barai - é explicada pelo rendaku, de modo que a melhor romanização parece ser  De-ashi-barai.

## Descrição
Com a pegada clássica (gola com a mão direita, manga com a mão esquerda) o golpe deve ser aplicado quando se anda em linha reta, fazendo o uke caminhar para trás, no momento em que seu peso é transferido para a perna esquerda, imediatamente após o pé direito descolar do solo, o tori varre o pé direito do uke com seu pé esquerdo enquanto puxa a mão da manga para baixo e levanta a mão da gola..
É importante observar que o pé do tori, o pé que varre, deve estar com a sola virada para o lado quando encostar no pé do uke, o mais abaixo possível do tornozelo.